# Air Class Líneas Aéreas
Air Class Líneas Aéreas è una compagnia aerea con sede a Montevideo, Uruguay. Opera servizi di linea passeggeri e merci, nonché voli charter. La sua base principale è l'aeroporto Internazionale di Carrasco - General Cesareo L. Berisso di Montevideo.

## Storia
La compagnia aerea, fondata nel 1996, è di proprietà di Daniel Gonzalez e Daniel Hernandez.
Air Class Líneas Aéreas ha iniziato ad operare nel 1997 come servizio di taxi aereo e nel 2000 ha iniziato i voli di linea tra Montevideo e Buenos Aires. Ulteriori destinazioni sono state aggiunte in seguito. A marzo 2007, la compagnia aveva 25 dipendenti.
Nel giugno 2011 Air Class ha acquisito il suo aeromobile più grande, un Boeing 727 con il numero di serie 21958. Questo velivolo, configurato interamente cargo, era in precedenza della DHL. Sebbene sia stato messo in vendita nel 2015, rimane ancora in funzione. Un altro 727 è stato acquisito nel luglio 2015. È stato registrato come CX-CLB (Boeing 727-227F) ed è stato in servizio fino al 22 gennaio 2017, quando è stato venduto in Paraguay e infine acquistato da AeroSucre in Colombia.

## Destinazioni
A marzo 2007, Air Class Lineas Aereas opera servizi passeggeri e merci tra Montevideo e Buenos Aires, nonché voli charter in Argentina, Brasile, Paraguay e Cile. L'azienda ha un contratto con DHL e alcuni dei loro aerei portano il logo DHL sul lato.
Al 2020, la compagnia opera voli tra Montevideo, Buenos Aires e Asunción.

## Flotta

### Flotta attuale
A dicembre 2022 la flotta di Air Class Líneas Aéreas è così composta:

### Flotta storica
Air Class Líneas Aéreas operava in precedenza con i seguenti aeromobili:

## Incidenti
- Il 6 giugno 2012, uno Swearingen Metro utilizzato da Air Class per conto di DHL precipitò nel Río de la Plata, provocando la morte di entrambi i piloti. Le successive indagini dimostrarono che, a causa di una patina di ghiaccio formatasi sull'aereo, gli indicatori nella cabina di pilotaggio malfunzionarono e i piloti ne persero il controllo.[10]